# ناتارا
ناتارا (روسی: Натара) یک رودخانه در یاقوتستان کشور روسیه است.